# أكنادا
أنادا (بالروسية: Акнада) هي مدينة في جمهورية داغستان في روسيا. ويبلغ عدد سكانها حوالي 3966 نسمة.